# وادي حنين (السعودية)
حُنين أو وادي حُنين هو وادي إلى جنب ذي المجاز أحد أسواق العرب الأدبية في الجاهلية، تبلغ المسافة الفاصلة بين وادي حُنين وبين مكة المكرمة سبعة وعشرون كيلو متر تقريباً، دارت في هذا الوادي غزوة من غزوات الرسول ُوسُميت باسم الوادي غزوة حنين، وكانت بين الرسول والمسلمين من جهة وقبيلة هوازن وقبيلة ثقيف من جهة أُخرى، وكانت النصر للمسلمون بعد صعوبة شديدة، وكانت الغزوة في العاشر من شهر شوال من عام 8 هـ الموافق 630.